# Atika (architektura)

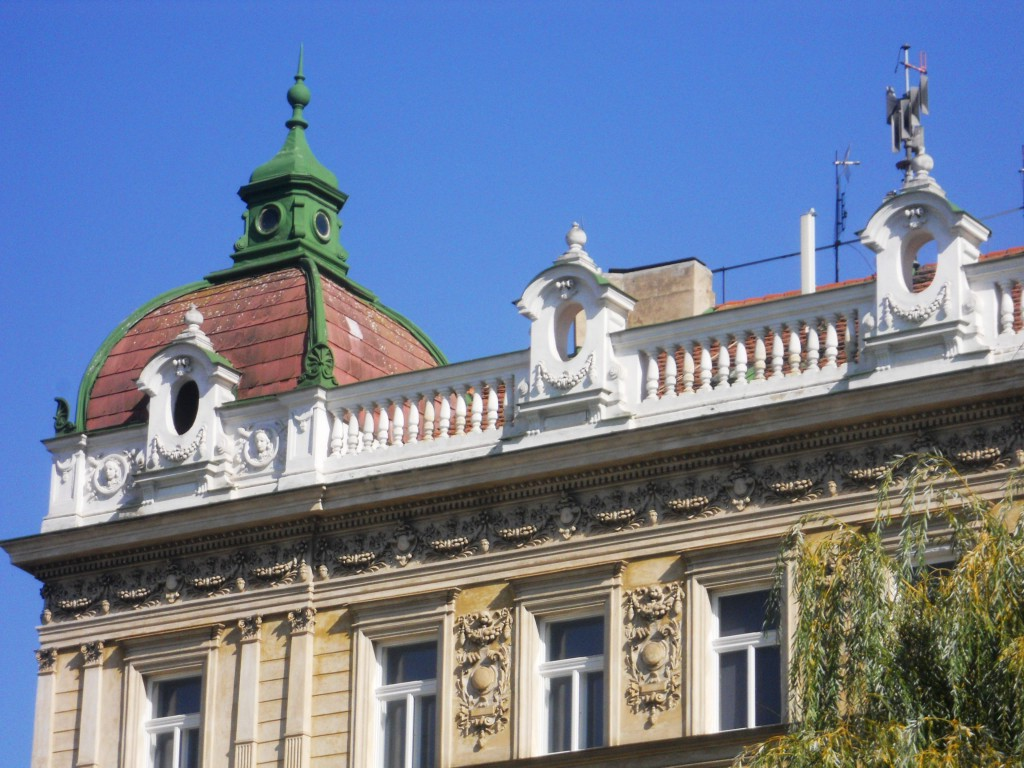
Atika na Klárově v Praze (činžovní dům z konce 19. stol.)

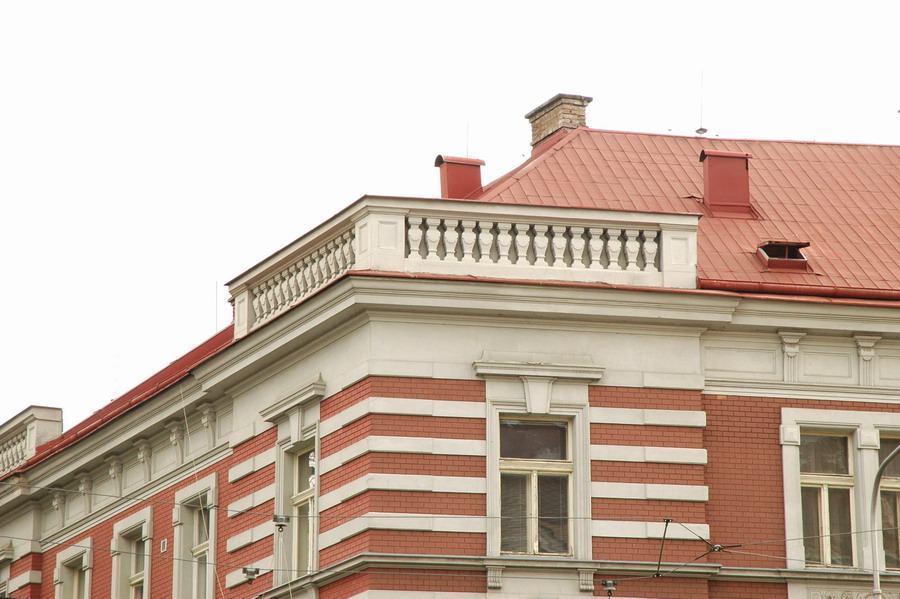
Atika nad nárožním rizalitem činžovního domu (zač. 20. stol.)

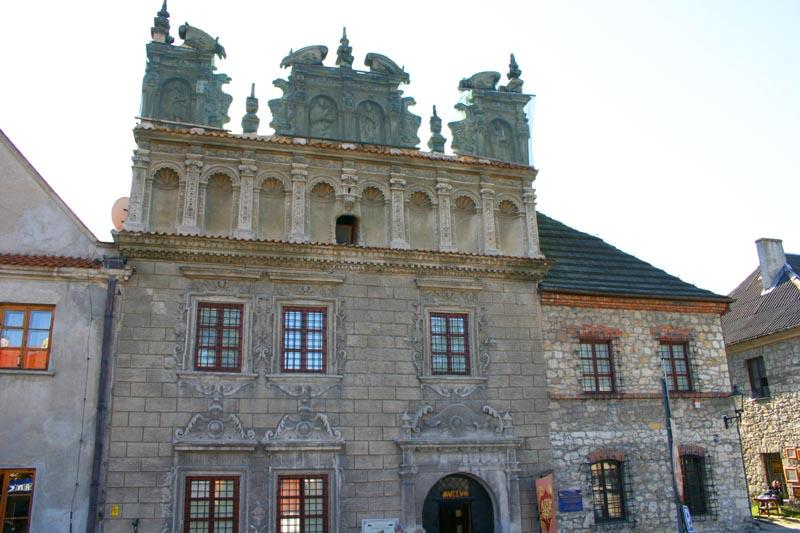
Atikové patro, Kazimierz Dolny, Polsko

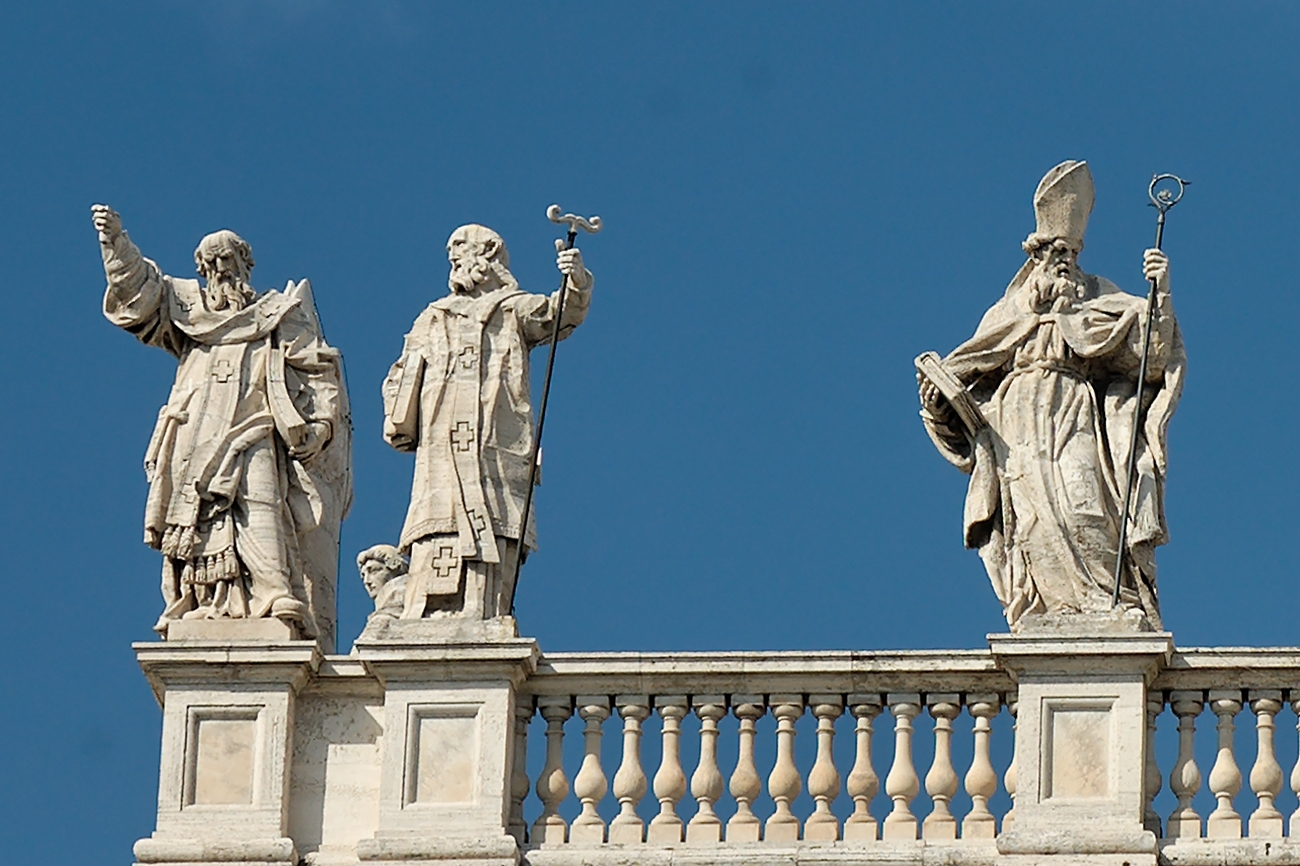
Balustrádová atika se sochami, San Giovanni in Laterano, Řím

Atika (zkráceně z franc. étage attique = atické patro, z řec. attikos = attický, athénský) je dekorativní architektonický prvek, který prodlužuje fasádu budovy nad hlavní (korunní) římsu tak, že opticky zvyšuje budovu a při pohledu z ulice částečně zakrývá střechu.

## Popis
Atika může mít formu celého patra (tzv. falešné nebo atikové patro), členěného slepými okny či okny prolomenými do krovu, anebo formu nízké ozdobné zídky (viz obrázek). Tvoří pokračování obvodových stěn budovy nad korunní římsou a má především dekorativní význam. V době, kdy se stavby pokrývaly krytinou ze spalitelných materiálů (došek, šindel), měla také protipožární funkci, protože mohla při požáru zabránit přelétání jisker ze sousedních hořících domů.
Atika může probíhat po celé délce fasády nebo být uplatněna pouze na části budovy a zdůrazňovat tak např. osový či nárožní rizalit. Je vždy vodorovně ukončena, ovšem může na ní být ještě nasazený štít či řada štítů a může být osazena ozdobnými vázami, sochami či dalšími dekorativními prvky. Může být též tvořena balustrádou, zdobena ornamentálním vlysem atp.

## Použití
Atiky se vyskytovaly už u římských veřejných staveb, byly velmi oblíbené v renesanci a v baroku, v Česku často jako atiková patra, v klasicismu a novoklasicismu a občas se používají i v moderní architektuře.